# Casa Pere Bernis
La casa Pere Bernis és un edifici situat a la cantonada de la Rambla de Barcelona amb el carrer dels Tallers, catalogat com a bé cultural d'interès local. Actualment allotja l'Hotel Lloret.

## Història
El 1851, Pere Bernis va demanar permís per a enderrocar l'edifici de la Rambla cantonada amb el carrer dels Tallers i reedificar-lo segons el projecte del mestre d'obres Narcís Nuet.

## Descripció
Edifici d'habitatges de planta baixa i quatre pisos en cantonada, convertit des del 1926 en hotel. La façana queda dividida per uns eixos verticals molt marcats, però equilibrats per la línia continuada de balcons del primer pis i per la cornisa dels dos últims pisos. A aquests dos últims pisos els balcons estan individualitzats i es van fent més petits i amb menys voladís a mesura que es puja en alçat. La planta baixa es presenta amb un pòrtic d'arcs de mig punt i un basament amb sòcol i carreus encoixinats. La façana dels tres pisos centrals s'articula per les pilastres acabades per un capitell d'estil corinti que sostenen la cornisa. Damunt de l'últim pis hi ha obertures de la cambra d'aire i la barana d'obra del terrat.